# Grégoire Jacq
Grégoire Jacq, né le 9 novembre 1992 à Clermont-Ferrand, est un joueur de tennis français, professionnel depuis 2012.

## Carrière
Grégoire Jacq fait ses débuts en Grand Chelem à Roland Garros en 2017 après avoir reçu une wild-card pour en double avec Hugo Nys. Ils perdent contre Jan-Lennard Struff et Mischa Zverev.
Professionnel pendant sept ans, il atteint le 332e rang mondial à l'issue de la saison 2018 après ses victoires aux tournois ITF de Nevers et Rodez. Retiré des courts fin 2019, il devient un temps entraîneur d'Édouard Roger-Vasselin et Nicolas Mahut avant de reprendre finalement le fil de sa carrière en double à l'été 2022.
En 2023, il remporte neuf tournois sur les 19 qu'il dispute, s'imposant sur quatre Challenger consécutifs à Lyon, Blois, Troyes et Amersfoort. Il s'adjuge deux nouveaux titres début 2024, toujours avec Manuel Guinard, et atteint le top 100 en mai. À Roland-Garros, ils atteignent le troisième tour avant de s'incliner contre les frères Tsitsipas.
Il atteint sa première finale ATP avec Guinard à Bastad contre la paire brésilienne Rafael Matos et Orlando Luz. La semaine suivante, le duo atteint sa deuxième finale à Umag.
À l'Open d'Australie 2025, Jacq a enregistré sa première victoire dans le tournoi, avec Orlando Luz.

## Palmarès

### Finales en double messieurs
| No | Date       | Nom et lieu du tournoi         | Catégorie | Dotation  | Surface      | Vainqueurs                                | Partenaire     | Score    |          |
| -- | ---------- | ------------------------------ | --------- | --------- | ------------ | ----------------------------------------- | -------------- | -------- | -------- |
| 1  | 21-07-2024 | Nordea Open Båstad             | ATP 250   | 579 320 € | Terre (ext.) | Orlando Luz Rafael Matos                  | Manuel Guinard | 7-5, 6-4 | Parcours |
| 2  | 27-07-2024 | Plava Laguna Croatia Open Umag | ATP 250   | 579 320 € | Terre (ext.) | Guido Andreozzi Miguel Ángel Reyes-Varela | Manuel Guinard | 6-4, 6-2 | Parcours |

## Parcours dans les tournois duGrand Chelem

### En double
| Année | Open d'Australie                                                             | Open d'Australie | Internationaux de France                                                              | Internationaux de France | Wimbledon | Wimbledon                                                                      | US Open | US Open |
| ----- | ---------------------------------------------------------------------------- | ---------------- | ------------------------------------------------------------------------------------- | ------------------------ | --------- | ------------------------------------------------------------------------------ | ------- | ------- |
| 2017  | —                                                                            | —                | 1er tour (1/32) H. Nys \|\| style="text-align:left;" \| J.L. Struff M. Zverev         | —                        | —         | —                                                                              | —       |         |
| 2018  | —                                                                            | —                | 2e tour (1/16) B. Bonzi \|\| style="text-align:left;" \| R. Bopanna E. Roger-Vasselin | —                        | —         | —                                                                              | —       |         |
|       |                                                                              |                  |                                                                                       |                          |           |                                                                                |         |         |
| 2024  | —                                                                            | —                | 1/8 de finale M. Guinard \|\| style="text-align:left;" \| P. Tsitsipás S. Tsitsipás   | —                        | —         | 1er tour (1/32) H. Gaston \|\| style="text-align:left;" \| N. Skupski M. Venus |         |         |
| 2025  | 2e tour (1/16) O. Luz \|\| style="text-align:left;" \| S. Gillé J. Zieliński | —                | —                                                                                     | —                        | —         | —                                                                              | —       |         |

N.B. : le nom du partenaire se trouve sous le résultat ; les noms des ultimes adversaires se trouvent à droite.

### En double mixte
| Année | Open d'Australie | Open d'Australie | Internationaux de France                                                        | Internationaux de France | Wimbledon | Wimbledon | US Open | US Open |
| ----- | ---------------- | ---------------- | ------------------------------------------------------------------------------- | ------------------------ | --------- | --------- | ------- | ------- |
| 2025  | —                | —                | 1er tour (1/16) J. Ponchet \|\| style="text-align:left;" \| T. Townsend E. King |                          |           |           |         |         |

N.B. : le nom du partenaire se trouve sous le résultat ; les noms des ultimes adversaires se trouvent à droite.

## Classements ATP en fin de saison
| Année          | 2012 | 2013 | 2014 | 2015 | 2016 | 2017 | 2018 | 2019 | 2020 | 2021 | 2022 | 2023 | 2024 |
| Rang en simple | 1170 | 892  | 728  | 623  | 370  | 464  | 342  | 660  | 719  | 1115 | 1575 | –    | –    |
| Rang en double | –    | 1036 | 1041 | 524  | 255  | 261  | 380  | 552  | 758  | 1202 | 629  | 139  | 63   |

Source : (en) Classements de Grégoire Jacq sur le site officiel de la Fédération internationale de tennis